# Комарове (Сереховичівська сільська громада)
Кома́рове — село в Україні, у Сереховичівській сільській громаді Ковельського району Волинської області. Населення становить 251 особу.

## Географія
Селом протікає річка Турія.

## Населення
Згідно з переписом УРСР 1989 року чисельність наявного населення села становила 278 осіб, з яких 122 чоловіки та 156 жінок.
За переписом населення України 2001 року в селі мешкала 251 особа.

### Мова
Розподіл населення за рідною мовою за даними перепису 2001 року:
| Мова       | Відсоток |
| ---------- | -------- |
| українська | 99,60 %  |
| російська  | 0,40 %   |